# Album (Album)
Album ist das neunte Studioalbum des deutschen Popsängers und Rappers Clueso. Es erschien am 1. Oktober 2021 beim Plattenlabel Epic Records.

## Hintergrund
Das aus neunzehn Titeln bestehende Studioalbum Album wurde mit mehreren Produzenten aufgenommen, darunter Joacim Persson und Sebastian Arman (Decco), Alexis Troy, Beatzarre, Djorkaeff, Michael Geldreich, Daniel Flamm, Tobias Kuhn, Miksu und Macloud.
Auf dem Album setzt Clueso vor allem auf Kollaborationen, wie mit Andreas Bourani, Bausa, Bozza, Mathea und Sharaktah und moderne Popmusik.

„Dieses Werk ist ein Popalbum mit großen Melodien, aber es trieft nicht vor Behäbigkeit und ist auch nicht pathetisch. Nur für die Kunst anzutreten, wie es Radiohead machen, ist nicht meins.“

Das Frontcover zeigt Clueso mit einem schwarz-weißen Batik-T-Shirt angelehnt vor einer rot angestrichenen Wand.

## Titelliste
| #  | Titel                                     | Autor(en)                                                                              | Produzent(en)                                  | Länge |
| -- | ----------------------------------------- | -------------------------------------------------------------------------------------- | ---------------------------------------------- | ----- |
| 1  | Take Off                                  | Clueso                                                                                 | Clueso                                         | 0:23  |
| 2  | Flugmodus                                 | Joacim Persson, Clueso, Sebastian Arman                                                | Joacim Persson, Sebastian Arman (Decco)        | 2:58  |
| 3  | 37 Grad im Paradies                       | Joacim Persson, Clueso, Sebastian Arman                                                | Joacim Persson, Sebastian Arman (Decco)        | 2:23  |
| 4  | Hotel California (feat. Bausa)            | Clueso, Alexis Troy, Daniel Flamm, Julian Otto                                         | Alexis Troy                                    | 2:46  |
| 5  | Willkommen zurück (feat. Andreas Bourani) | Clueso, Andreas Bourani, Alexis Troy, Daniel Flamm                                     | Alexis Troy                                    | 2:29  |
| 6  | Sehnsucht...                              | Clueso, Baris Aladag, Timothy Auld, Daniel Flamm, Benedikt Schöller, Karolina Schrader | Truva                                          | 2:40  |
| 7  | Was wäre wenn                             | Clueso, Alexis Troy                                                                    | Alexis Troy                                    | 3:27  |
| 8  | VIP                                       | Clueso, Alexis Troy                                                                    | Alexis Troy                                    | 2:24  |
| 9  | Der letzte Song (feat. Mathea)            | Clueso, Hitimpulse, Daniel Flamm, Karolina Schrader, Mathea Höller                     | Hitimpulse                                     | 3:23  |
| 10 | Alles zu seiner Zeit                      | Clueso, Michael Geldreich, Daniel Flamm                                                | Clueso, Michael Geldreich, Daniel Flamm        | 3:29  |
| 11 | Aus dem Weg (feat. Sharaktah)             | Clueso, Daniel Flamm, Miksu, MacLoud, Christopher Mede                                 | Miksu, MacLoud                                 | 3:49  |
| 12 | Sag mir was du willst                     | Joacim Persson, Clueso, Sebastian Arman, Daniel Flamm                                  | Joacim Persson, Sebastian Arman (Decco)        | 3:03  |
| 13 | Punkt und Komma                           | Simon Triebel, Nikolai Potthoff, Clueso, Daniel Flamm, Raffaela Jungbauer              | Beatzarre, Djorkaeff, Clueso, Pascal Reinhardt | 2:24  |
| 14 | Aber ohne Dich                            | Clueso, Baris Aladag, Alexis Troy                                                      | Alexis Troy                                    | 2:52  |
| 15 | Bozza – Interlude                         | Clueso                                                                                 | Clueso                                         | 0:58  |
| 16 | Heimatstadt (feat. Bozza)                 | Clueso, Daniel Flamm, Macloud, Bojan Ivetic, Miksu                                     | Macloud, Miksu                                 | 2:27  |
| 17 | Leider Berlin                             | Clueso, Daniel Flamm, Karolina Schrader                                                | Clueso                                         | 3:12  |
| 18 | Tanzen                                    | Tobias Kuhn, Clueso, Daniel Flamm, Kevin Kozicki                                       | Tobias Kuhn, Clueso                            | 2:47  |
| 19 | Du warst immer dabei                      | Clueso, Vincent Stein, Konstantin Scherer, Daniel Flamm                                | Beatzarre, Djorkaeff                           | 2:56  |

## Rezeption

### Rezensionen
Florian Düker, Musikkritiker von laut.de, fand, dass sich Clueso mit seinem Studioalbum Album mit „[…] Bausa, Bozza und Bourani in den Pop-Mainstream“ begebe.

### Charts und Chartplatzierungen
Album stieg am 8. Oktober 2021 auf Rang zwei der deutschen Albumcharts ein und erreichte damit zugleich seine beste Platzierung. Das Album konnte sich elf Wochen in den Charts platzieren, letztmals auf Platz 67 in der Chartausgabe vom 13. Mai 2022.
| ChartsChartplatzierungen | Höchstplatzierung | Wochen |
| ------------------------ | ----------------- | ------ |
| Deutschland (GfK)        | 2 (11 Wo.)        | 11     |
| Österreich (Ö3)          | 12 (2 Wo.)        | 2      |
| Schweiz (IFPI)           | 13 (1 Wo.)        | 1      |